# Black Depths Grey Waves
Black Depths Grey Waves est un groupe américain de death industriel, originaire de Tampa, en Floride.

## Histoire
Les musiciens Saint Ov Gravediggers (du groupe Vasa Iniquitatis) et Clint Listing (des groupes A Darkned Sea et As All Die) forment Black Depths Grey Waves dans la deuxième moitié des années 2000. Les premiers EP Black Depths, Grey Waves 2009 et Tumor Throne 2010 sortent sur Absolute Zero Media, l'un des nombreux labels gérés par Listing, et n'attire pas l'attention internationale. En revanche, le premier album Nightmare of the Blackened Heart sort en 2011 en coopération avec le label britannique Aesthetic Death Records. La plupart des critiques s'abstiennent de donner une évaluation claire,,, le qualifiant tantôt de « passionnant », tantôt d'« ennui entretenu »,, tandis que les quelques critiques qui lui attribuent une note divergent nettement, soulignant soit que l'album était particulièrement positif, soit qu'il était extrêmement négatif,.
Never Forever Simply Done, le deuxième et dernier album studio du groupe, sort en 2014. Sorti sur Dead Games Records, un autre label géré par Listing, l'album est jugé mauvais et ennuyeux par les critiques. Le communiqué de presse des exemplaires promotionnels de Never Forever Simply Done annonce la séparation de Black Depths Grey Waves,.

## Style musical
Le style musical du duo est considéré comme du death industriel. En comparaison, on trouve principalement des représentants du genre et d'autres artistes post-industriels comme Melek-Tha, MZ. 412, Skullflower, Profane Grace, Valefor, Khost, Oskryf, In Slaughter Natives et Schloss Tegal,. Le duo qualifie lui-même le style qu'il joue de black occult industrial ou black occult industrial noise,.
Le style se caractérise par un fond sonore bruyant perçu comme sourd et monotone. Il en résulterait une atmosphère d'épouvante ou d'horreur, créée notamment par le chant,, qui serait réverbéré et « chanterait le paysage industriel et froid », tout en restant persistant « totalement incompréhensible ». Le paysage sonore ainsi créé suggère, selon les critiques, une atmosphère de fin des temps machinale.